# Адміністративний устрій Бахчисарайського району
Адміністративний устрій Бахчисарайського району — адміністративно-територіальний поділ Бахчисарайського району АР Крим на 1 міську, 2 селищні та 15 сільських рад, які підпорядковані Бахчисарайській районній раді та об'єднують 85 населених пунктів. Адміністративний центр — місто Бахчисарай.

## Список радБахчисарайського району
| №  | Назва                         | Центр          | Населені пункти | Площа км² | Місце за площею | Населення (2001), чол. | Місце за населенням |
| -- | ----------------------------- | -------------- | --- | --------- | --------------- | ---------------------- | ------------------- |
| 1  | Бахчисарайська міська рада    | м. Бахчисарай  | м. Бахчисарай смт Научний |           |                 |                        |                     |
| 2  | Куйбишевська селищна рада     | смт Куйбишеве  | смт Куйбишеве c. Велике Садове c. Високе c. Мале Садове c. Новоульяновка c. Танкове                                                                                              |           |                 |                        |                     |
| 3  | Поштівська селищна рада       | смт Поштове    | смт Поштове c. Завітне c. Зубакіне c. Казанки c. Малинівка c. Нововасилівка c. Новопавлівка c. Приятне Свідання c. Ростуче c. Самохвалове c. Севастянівка с-ще Стальне c. Тополі |           |                 |                        |                     |
| 4  | Ароматненська сільська рада   | c. Ароматне    | c. Ароматне c. Вікторівка c. Маловидне c. Рєпіне c. Розове |           |                 |                        |                     |
| 5  | Верхоріченська сільська рада  | c. Верхоріччя  | c. Верхоріччя c. Баштанівка c. Кудрине c. Машине c. Передущельне c. Синапне |           |                 |                        |                     |
| 6  | Вілінська сільська рада       | c. Віліне      | c. Віліне c. Розсадне |           |                 |                        |                     |
| 7  | Голубинська сільська рада     | c. Голубинка   | c. Голубинка c. Аромат c. Багата Ущелина c. Нижня Голубинка c. Новопілля c. Поляна c. Путилівка c. Соколине c. Сонячносілля                                                      |           |                 |                        |                     |
| 8  | Долинненська сільська рада    | c. Долинне     | c. Долинне c. Новеньке c. Фурмановка |           |                 |                        |                     |
| 9  | Залізничненська сільська рада | c. Залізничне  | c. Залізничне c. Білокам'яне c. Дачне c. Мостове c. Річне c-ще Сирень c. Тургенєвка                                                                                              |           |                 |                        |                     |
| 10 | Зеленівська сільська рада     | c. Зелене      | c. Зелене c. Богатир c. Многоріччя c. Нагірне c. Плотинне c. Щасливе |           |                 |                        |                     |
| 11 | Каштанівська сільська рада    | c. Каштани     | c. Каштани c. Відрадне c. Кочергіне c. Шевченкове |           |                 |                        |                     |
| 12 | Красномацька сільська рада    | c. Красний Мак | c. Красний Мак c. Залісне c. Ходжа Сала c. Холмівка |           |                 |                        |                     |
| 13 | Піщанівська сільська рада     | c. Піщане      | c. Піщане c. Берегове |           |                 |                        |                     |
| 14 | Плодівська сільська рада      | c. Плодове     | c. Плодове c. Брянське c. Гірка c. Дібрівка c. Дорожнє |           |                 |                        |                     |
| 15 | Скалистівська сільська рада   | c. Скалисте    | c. Скалисте c. Глибокий Яр c. Прохладне c. Трудолюбівка |           |                 |                        |                     |
| 16 | Табачненська сільська рада    | c. Табачне     | c. Табачне |           |                 |                        |                     |
| 17 | Тінистівська сільська рада    | c. Тінисте     | c. Тінисте c. Айвове c. Красна Зоря c. Некрасовка c. Суворове |           |                 |                        |                     |
| 18 | Углівська сільська рада       | c. Углове      | c. Углове |           |                 |                        |                     |

* Примітки: м. — місто, с-ще — селище, смт — селище міського типу, с. — село